# هوای مایع

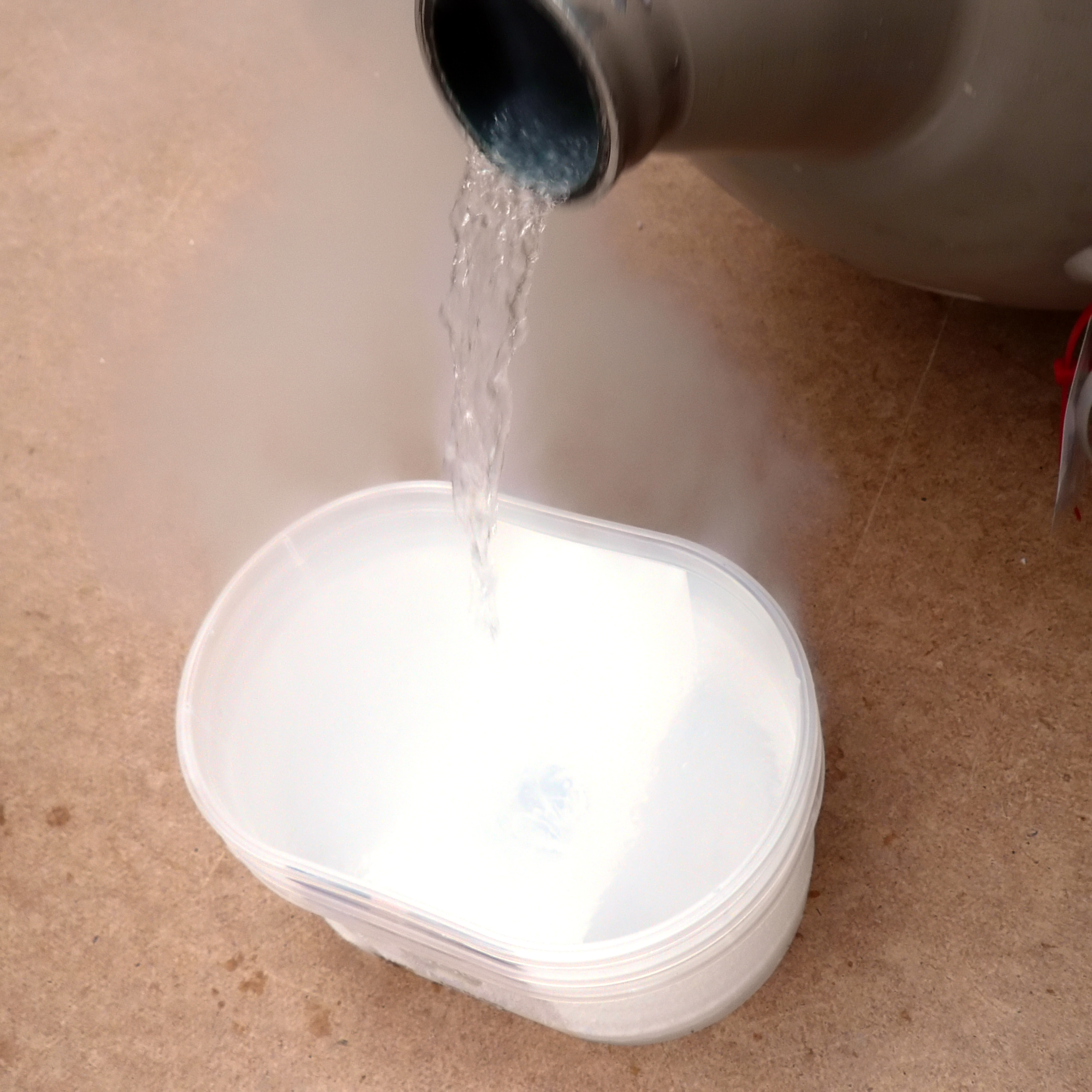
ریختن آب داغ داخل فلاسک خلاء در یک ظرف

هوای مایع به هوایی گفته می‌شود که در دمای بسیار پایین و تحت فشار زیاد به صورت مایع درآمده است، این مایع سیال و به رنگ آبی کمرنگ است. برای جلوگیری از گرم شدن، آن را درون یک فلاسک خلاء عایق‌دار نگهداری میکنند. هوای مایع میتواند به سرعت گرما را جذب کرده و به حالت گازی بازگردد.
از هوای مایع به عنوان منبعی برای نیتروژن، اکسیژن، آرگون و دیگر گازهای نجیب استفاده میشود، این گاز ها از طریق فرایند جداسازی هوا از هوای مایع استخراج میشوند.
در جداسازی هوا، دمای هوای مایع به آرامی افزایش داده میشود تا هر ماده موجود در آن در نقطهٔ جوش خود تبخیر شود سپس می‌توان بخارهای هر ماده را به‌صورت جداگانه سرد و جمع‌آوری نمود.

## ویژگی‌ها
چگالی هوای مایع تقریبا ۸۷۰ kg/m³ (یا ۰٫۸۷ g/cm³ ) است، البته چگالی وابسته به مواد تشکیل دهنده‌ی هوا است. چگالی هوای مایع براساس چگالی  هریک از مواد تشکیل دهنده آن در حالت مایع و میزان هریک محاسبه میشود.(هوای خشک درحالت گازی به طور تقریبی از ۷۸٪ شده‌است) هوا شامل مقدار کمی (۰٫۰۴۰٪) کربن دی‌اکسید نیز هست که در فشار کمتر از ۵٫۱ اتمسفر، تصعید میشود. (از حالت جامد به گاز تبدیل میشود، بنابراین به حالت مایع وجود